# Laguna de La Niña
Laguna de la Niña es un cuerpo de agua dulce que se forma excepcionalmente en los años de ocurrencia del Fenómeno de El Niño en la depresión de Sechura en el noroeste del Perú. El punto más bajo de dicha depresión, se ubica a 34 m por debajo del nivel del mar.
Dado que este fenómeno se presenta en el desierto de Sechura, lo que antes eran dunas, se convierten en islotes de arena donde se observa abundante flora y fauna. También aparecieron especies de aves como gaviotas, cernícalos y flamencos; y diversas variedades de peces de agua dulce.
La laguna puede llegar a medir más de 300 km de largo por 50 km de ancho durante la ocurrencia de un fuerte fenómeno costero (1998 y 2023) y menos de 30 km de largo y 15 km de ancho en temporales menos intensos. 

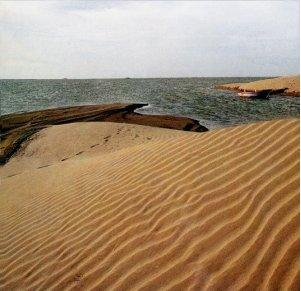
Laguna de la Niña durante el período 1997/98 - Vista parcial.

## Historia

### Aparición de 1997
Durante el Fenómeno El Niño de los años 1997 a 1998, el desvío de los ríos Leche o Motupe Viejo al Desierto de Mórrope construidos durante la fase de emergencia, han llevado los caudales desviados al desierto de Mórrope y con destino final en la depresión costera del desierto de Vichayal.
Las descargas excepcionales, provocadas por el Fenómeno El Niño en enero, febrero y marzo de 1998, determinaron que la Laguna La Niña alcanzara una extensión máxima de 2,326 km² y con una altura de agua promedio estimada en 3,5 m. El volumen máximo acumulado se puede considerar superior a 8,000 millones m³.La temperatura superficial de la laguna alcanzó los 28 a 29 °C en sus inicios; en la actualidad se registran valores de 20 a 21 °C.

### Reaparición de 2017
La Laguna de La Niña regresó con una dimensión inusitada en marzo de 2017. 
Si bien es cierto, que este fenómeno de la Laguna de la Niña ya se ha presentado antes, la peculiaridad de su presencia en el 2017, es su gran dimensión: La Niña alcanzó una extensión máxima de 2,326 kilómetros cuadrados de área y un volumen de agua máxima acumulada supera los 8 mil millones de metros cúbicos, por lo que su desborde es una grave amenaza para la población aledaña, así como para los terrenos de cultivo de la zona.
En 2017, se llegó a unir con el lago San Ramón, el cual estaba separado de ella por varios kilómetros de distancia. Es así como "La Niña" del 2017 se parece más a un lago de grandes dimensiones, que ya ha afectado extensas áreas de terrenos de cultivo y carreteras. 
Para 2019, la laguna se había secado dejando pequeños remansos de estanques y humedales.

### Reaparición de 2023
En marzo de 2023, tras el temporal de lluvias que trajo el ciclón Yaku en el norte peruano, los ríos se desbordaron y formaron la laguna con similares dimensiones a la aparecida en 1998. 
El 23 de marzo de ese año, el desborde de la laguna destruyó un tramo de la carretera Bayóvar-Chiclayo, a la altura del kilómetro 6, dejando incomunicados a más de 18 mil vecinos de los centros poblados de Parachique y Bayóvar, en la provincia de Sechura, en la región Piura.